# 蓝天航空
蓝天航空（Blue 1），曾是一家总部设在芬兰赫尔辛基的区域性航空公司，为星空联盟的区域成员，由北欧航空（SAS）集团完全控股。蓝天航空以芬兰赫尔辛基－万塔机场为枢纽，主要经营芬兰国内航线以及芬兰至斯德哥尔摩、奥斯陆和哥本哈根等北欧城市的航线，此外还从赫尔辛基飞往欧洲其他国家的一些主要城市或旅游目的地。

## 历史
蓝天航空的前身是成立于1988年的波的尼亚航空（Air Botnia），经营芬兰国内航线。1998年1月，波的尼亚航空被北欧航空集团并购。因此，北欧航空的枢纽斯德哥尔摩、奥斯陆和哥本哈根也很快成为波的尼亚航空的经营重点。2000年，波的尼亚航空对机队进行重组，主要引进Avro RJ85。同年，波的尼亚航空加入国际航空运输协会。
2004年1月1日，波的尼亚航空更名为蓝天航空（Blue 1），随后开通了赫尔辛基－奥卢、赫尔辛基－库奥皮奥两条国内航线。10月31日，蓝天航空成为星空联盟首家区域成员航空公司。同年，蓝天航空成为芬兰首家通过国际航空运输协会IOSA认证的航空公司。
2005年，蓝天航空进一步扩展其芬兰国内航线，开通了由赫尔辛基到瓦萨以及罗瓦涅米的航班。2006年，蓝天航空的航点网络经历了大规模的扩展，开通了11条由赫尔辛基到欧洲各城市的航线。2009年，蓝天航空又新增伊瓦洛和库萨莫两个芬兰国内目的地，以及杜布罗夫尼克、斯普利特和比亚里茨三个国际目的地。
2012年11月1日，蓝天航空将营运转由母公司北欧航空负责，并转型为维修公司，遂于11月29日退出星空联盟。

## 目的地
截至2009年9月19日，蓝天航空通达下列13个国家的27个目的地。
| 蓝天航空通航目的地 | 蓝天航空通航目的地 | 蓝天航空通航目的地                    | 蓝天航空通航目的地 | 蓝天航空通航目的地 |
| ------------------ | ------------------ | ------------------------------------- | ------------------ | ------------------ |
| 国家               | 城市               | 机场                                  | 机场代码           | 备注               |
|                    | 杜布罗夫尼克       | 杜布罗夫尼克机场                      | DBV                | 夏季               |
| 斯普利特           | 斯普利特机场       | SPU                                   | 夏季               |                    |
| 丹麦               | 哥本哈根           | 哥本哈根凯斯楚普机场                  | CPH                |                    |
| 芬兰               | 赫尔辛基           | 赫尔辛基－万塔机场                    | HEL                | 枢纽               |
| 芬兰               | 伊瓦洛             | 伊瓦洛机场                            | IVL                | 冬季               |
| 芬兰               | 基蒂莱             | 基蒂莱机场                            | KTT                | 冬季               |
| 芬兰               | 库奥皮奥           | 库奥皮奥机场                          | KUO                |                    |
| 芬兰               | 库萨莫             | 库萨莫机场                            | KAO                | 冬季               |
| 芬兰               | 奥卢               | 奥卢机场                              | OUL                |                    |
| 芬兰               | 罗瓦涅米           | 罗瓦涅米机场                          | RVN                | 冬季               |
| 芬兰               | 坦佩雷             | 坦佩雷－皮尔卡拉机场                  | TMP                |                    |
| 芬兰               | 图尔库             | 图尔库机场                            | TKU                |                    |
| 芬兰               | 瓦萨               | 瓦萨机场                              | VAA                |                    |
| 法國               | 尼斯               | 尼斯蓝色海岸机场                      | NCE                |                    |
| 希腊               | 雅典               | 雅典埃莱夫塞里奥斯·韦尼泽洛斯国际机场 | ATH                |                    |
| 挪威               | 奥斯陆             | 奥斯陆加勒穆恩机场                    | OSL                |                    |
| 瑞典               | 哥德堡             | 哥德堡－兰德维特机场                  | GOT                |                    |
| 瑞典               | 斯德哥尔摩         | 斯德哥尔摩－阿兰达机场                | ARN                | 重点机场           |

## 机队

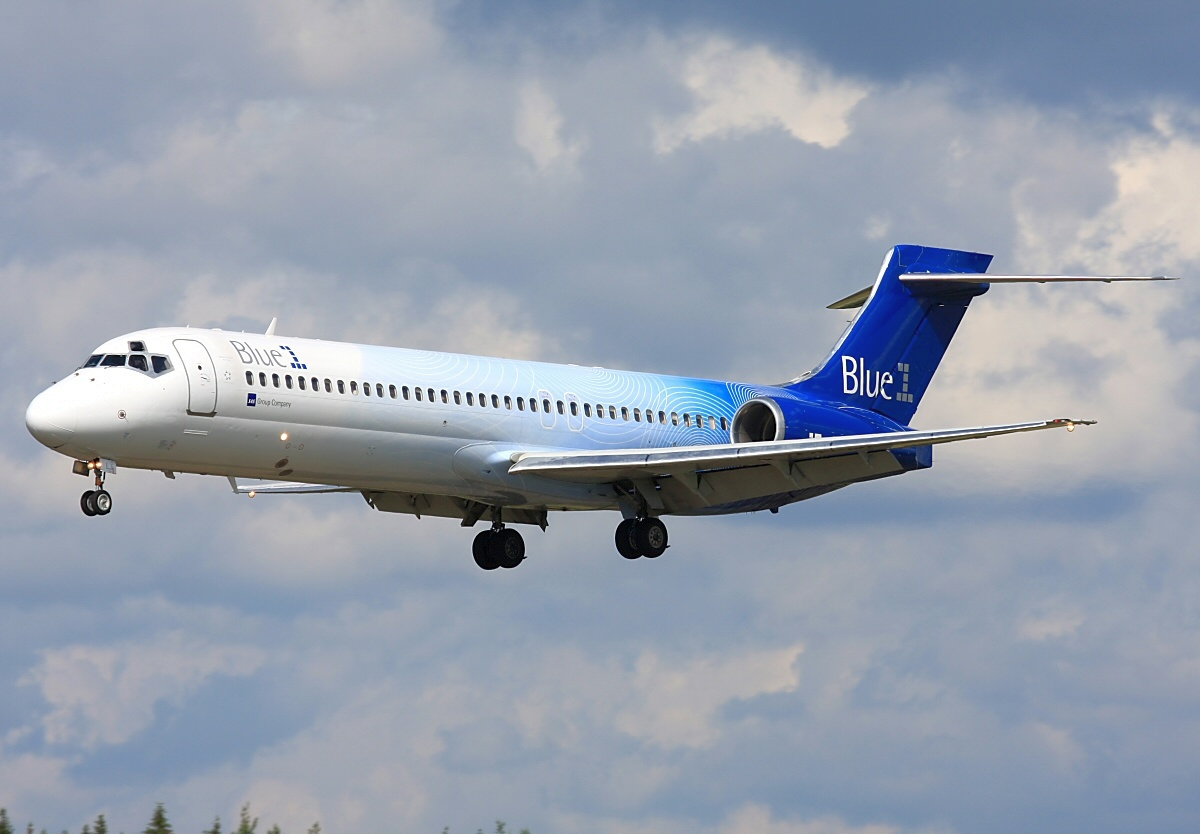
藍天航空的波音717在斯德哥爾摩－阿蘭達機場進近（2012年）

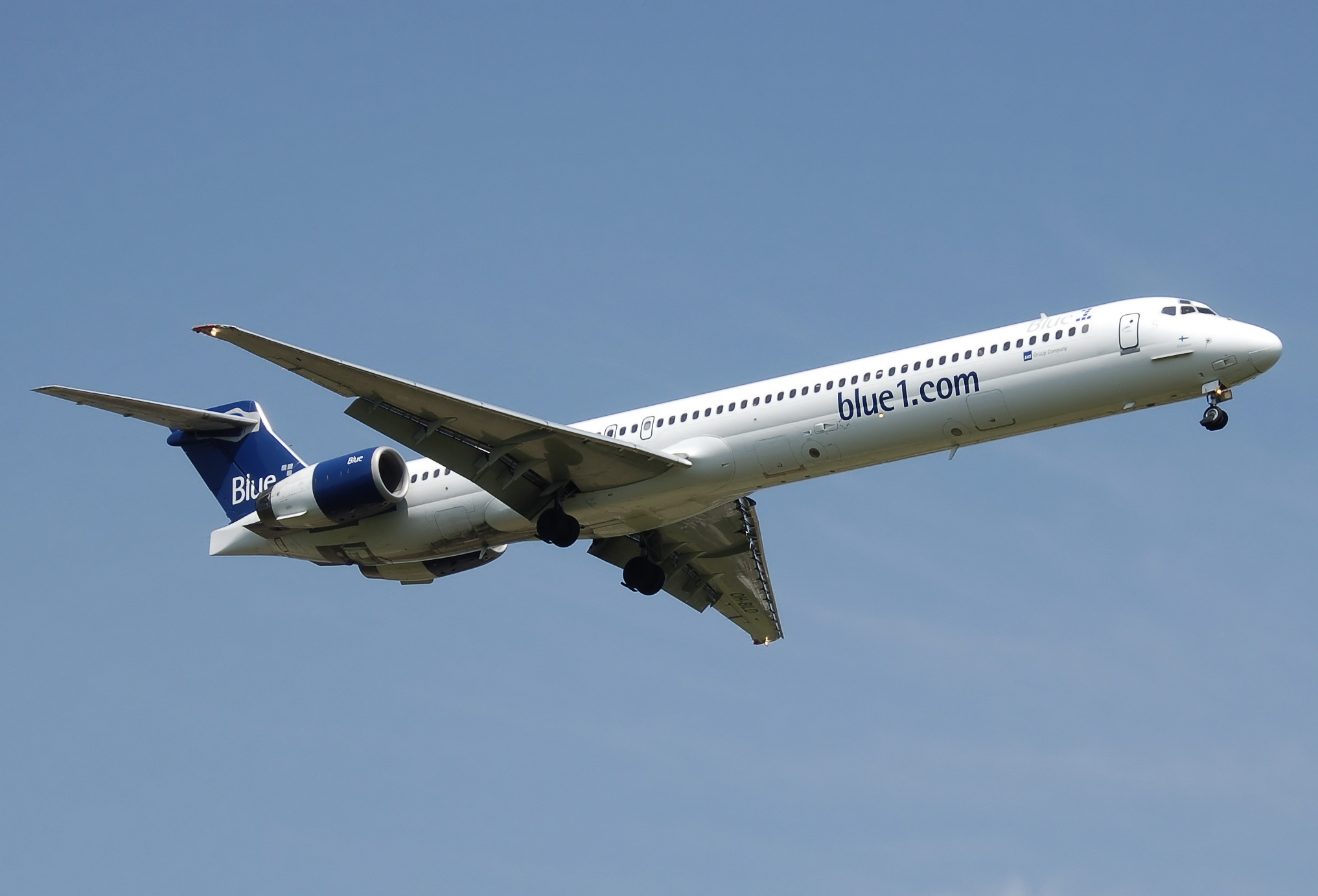
蓝天航空的MD-90客机（2008年）

### 现役机队
截至2012年12月，藍天航空機隊平均機齡10.7年，組成如下：